# Евґеніуш Ткачишин-Дицький
Евґеніуш Ткачишин-Дицький (Eugeniusz Tkaczyszyn-Dycki, *12 листопада 1962) — польський поет.

## Біографія
Народився в с. Вілька Коровицька (пол. Вулька Кровіцка) на Любачівщині (Польща) в мішаній польсько-українській родині. Як пояснив поет в книзі Imię i znamię (2011, с. 56), його батько був затятим польським націоналістом, а родичі з материного боку мали зв'язки з УПА. Бабуся та мама були депортовані в рамках акції «Вісла» на Мазури (с. Круклянки). Мама, що належала до греко-католиків, прийняла римо-католицтво. У віршах поета виступає як «бандерівка». У родині говорилося мішаниною української і польської мов, яку сам Ткачишин-Дицький окреслив як «хохляцька мова». Минуле батьків не обговорювалося. У своїй творчості часто повертається до фольклору рідних земель.
Є випускником польської філології Університету Марії Склодовської-Кюрі в Любліні. Проживає у Варшаві.

## Творчість
Автор дев'яти збірок поезії та підбірки короткої прози, що періодично друкувалася в часописі «Kresy». Поезія Ткачишина-Дицького, що поєднує традицію (в тому числі метафізичну поезію бароко) із сучасним стилем, мала наслідком чимало рецензій та досліджень. Поет у своїх віршах передає не лише захоплення концептизмом, маринізмом, але також надає власним творам музичності та філософської спрямованості. До прихильників поезії Евґеніуша Ткачишина-Дицького належав також Чеслав Мілош, котрий особисто нагородив поета. В 2009 році став лауретатом літературної премії Nike. Вірші Ткачишина-Дицького перекладені англійською, німецькою, італійською, російською, словенською, українською мовами.

## Поезії
- Неня та інші вірші (Nenia i inne wiersze), Люблін 1990.
- Peregrynarz, Варшава 1992.
- Młodzieniec o wzorowych obyczajach, Варшава 1994.
- Liber mortuorum, Люблін 1997.
- Kamień pełen pokarmu. Księga wierszy z lat 1987—1999, Краків 1999.
- Przewodnik dla bezdomnych niezależnie od miejsca zamieszkania, Ліґниця 2000.
- Daleko stąd zostawiłem swoje dawne i niedawne ciało, Краків 2003.
- Przyczynek do nauki o nieistnieniu, Ліґниця 2003.
- Dzieje rodzin polskich, Варшава 2005.
- Poezja jako miejsce na ziemi (1989—2003), Вроцлав 2006.
- Piosenka o zależnościach i uzależnieniach, Вроцлав 2008.
- Rzeczywiste i nierzeczywiste staje się jednym ciałem. 111 wierszy, Вроцлав 2009.
- Oddam wiersze w dobre ręce. (1988—2010), Вроцлав 2010.
- Imię i znamię, Вроцлав 2011.

## Проза
- Zaplecze, Ліґниця 2002.

## Переклади українською
- Вірші зі збірки «Путівник для бездомних незалежно від місця проживання» / переклад Маріанни Кіяновської. — 2011.
- Евгеніуш Ткачишин-Дицький. Син Груднихи / переклад та впорядкування Маріанни Кіяновської. — Тернопіль: Крок, 2014. — 250 с.